# Проституция на Барбадосе
Проституция на Барбадосе является законной, но связанные с ней действия, такие как содержание борделей и вымогательство, запрещены. Страна является направлением секс-туризма, в том числе женского секс-туризма.
В столице страны Бриджтауне есть квартал красных фонарей на Нельсон-стрит и уличная проституция вокруг Гарнизона. Около половины проституток из Гайаны.
В 2014 году группа проституток на юге острова начала шантажировать клиентов. Они устраивали групповые занятия с клиентом, а позже утверждали, что одна из проституток была несовершеннолетней. Один мужчина заплатил 70 000 долларов, чтобы предотвратить подачу фальшивого иска об изнасиловании.
Торговля людьми с целью сексуальной эксплуатации является проблемой в стране.

## Всеобщие выборы 2018 г.
В марте 2018 года местная проститутка Натали Хэрвуд объявила о своем намерении баллотироваться в Бриджтаун-Сити на предстоящих всеобщих выборах. Первоначально менеджером ее кампании был Чарльз Льюис, президент Ассоциации индустрии взрослых на Барбадосе. Льюис ушел в отставку и сформировал новую политическую партию, Партию политических проституток (ПНП). Его намерение состояло в том, чтобы набрать работников секс, стриптизерши, веб-камера исполнителей и порноактрис стоять во всех 30 мест на выборах. Однако Льюис не смог найти достаточно кандидатов, и ПНП не участвовала в выборах.

## Секс-торговля
Барбадос является страной происхождения и назначения для женщин и детей, ставших жертвами торговли людьми в целях сексуальной эксплуатации. Власти и НПО сообщают, что женщин-иностранок принуждали заниматься проституцией на Барбадосе. Легальные иммигранты и иммигранты без документов из Ямайки и Гайаны особенно уязвимы для торговли людьми. Торговля детьми в целях сексуальной эксплуатации имеет место на Барбадосе. Власти и НПО неофициально сообщают, что дети становятся жертвами торговли людьми с целью сексуальной эксплуатации, в том числе со стороны родителей и опекунов. Раньше торговцы людьми действовали как часть организации; в последнее время они действуют индивидуально. Власти отметили более широкое использование социальных сетей как средства троллинга для жертв.
В июне 2016 года был принят Закон о предотвращении торговли людьми (TIPPA). TIPPA криминализирует все формы торговли людьми и в целом соответствует определению международного права, определяя «эксплуатацию» в широком смысле, включая рабство, практику, сходную с рабством, принудительный труд, домашнее и сексуальное подневольное состояние, а также эксплуатацию проституции других лиц. или другие формы коммерческой сексуальной эксплуатации. Также требуются «средства» применения силы, обмана или принуждения, за исключением эксплуатации детей. TIPPA охватывает как транснациональные, так и внутренние преступления, связанные с торговлей людьми, делает недопустимыми доказательства сексуального поведения в прошлом, запрещает защиту согласия и квалифицирует удержание или уничтожение проездных документов как преступление. Наказание за торговлю взрослыми людьми в целях трудовой или сексуальной эксплуатации одинаково: 25 лет тюремного заключения, штраф в размере одного миллиона барбадосских долларов (495 050 долларов США) или оба вида наказания. Торговля детьми в целях использования труда или в целях сексуальной эксплуатации наказывается штрафом в размере двух миллионов бразильских долларов (990 099 долларов США), пожизненным заключением или обоими видами наказания.
Управление Государственного департамента США по мониторингу и борьбе с торговлей людьми оценивает Барбадос как страну «Уровня 2».